# هارتبرن، نورث‌آمبرلند
هارتبرن (به انگلیسی: Hartburn) یک روستا و محله مدنی در بریتانیا است که در نورث‌آمبرلند واقع شده‌است. هارتبرن ۱۹۴ نفر جمعیت دارد.